# Trappe à inflation
Une trappe à inflation est un phénomène macroéconomique durant lequel un système économique reste bloqué dans une situation d'inflation trop élevée ou trop faible. Le terme désigne généralement les situations de trappe à inflation faible, caractérisées par une inflation réelle et une inflation nominale très en-dessous de l'objectif d'inflation de la banque centrale, et où les taux d'intérêt nominaux sont proches du taux plancher zéro.

## Concept
Les trappes à inflation sont des situations où la banque centrale perd le contrôle de l'inflation, à la hausse ou à la baisse, du fait d'un dérèglement des taux directeurs comme outils de politique monétaire. L'inflation anticipée est, ou bien trop haute, ou bien trop faible, ce qui conduit à confirmer la tendance sur le long terme et à empêcher l'économie du pays à revenir à un niveau plus sain d'inflation. Le concept est utilisé dès 1989.
La trappe à inflation la plus connue est la trappe à inflation faible. Cette situation est connexe de la trappe à liquidité, où les taux d'intérêt sont si faibles que tous les agents économiques préfèrent détenir de la monnaie plutôt que d'autres actifs. Les anticipations d'inflation étant constamment faibles, l'inflation ne redémarre pas, et le pays stagne économiquement. Paul Krugman analyse en 1998 la situation du Japon à la suite de l'éclatement de la bulle spéculative japonaise comme étant celle d'une trappe à inflation faible. La situation peut devenir dramatique lorsque le taux d'intérêt nominal est faible, mais le taux d'intérêt réel est élevé, du fait d'une chute du taux d'inflation sous le taux d'intérêt nominal.
La trappe à inflation élevée existe également, quoiqu'elle soit moins courante. Elle combine une inflation élevée et une croissance faible. La banque centrale ne dispose plus de moyens de stabilisation de l'économie car ses taux directeurs sont déjà à un niveau faible.

## Réponses
Plusieurs outils politiques permettent d'extraire un pays d'une situation de trappe à inflation faible. Les politiques monétaires non conventionnelles peuvent être mobilisées. La politique fiscale ou budgétaire jouent également un rôle de premier plan. Afin de fonctionner, ces politiques doivent jouer sur les anticipations afin de surprendre les agents économiques.
Afin d'éviter de tomber dans une telle situation, certains économistes soutiennent que les banques centrales doivent veiller à disposer d'un taux d'intérêt élevé en amont de la crise, afin de pouvoir le faire chuter brutalement lorsque celle-ci arrive, afin de stimuler la croissance et éviter une chute auto-entretenue.
Une étude de Nakata et Schmidt de 2021 montre que les politiques fiscales orientées vers la stabilisation macroéconomique peuvent éviter à une économie de tomber dans une trappe à inflation faible. L'État doit augmenter ses dépenses publiques de manière suffisante pour contrebalancer les effets récessifs de la chute de la confiance du secteur privé.